# Дыра Локмана

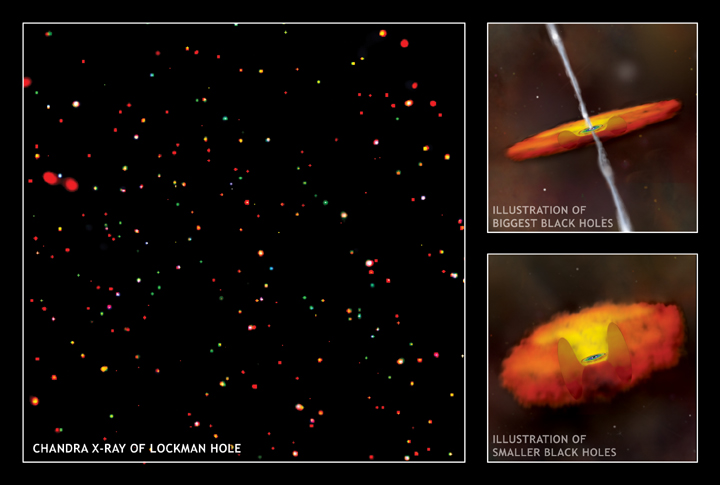
Изображения рентгеновских источников в Дыре Локмана. Энергии: красный цвет — 0.4–2.0 кэВ, зелёный цвет — 2–8 кэВ, синий цвет — 4–8 кэВ). Угловой размер области — 59 угловых минут по стороне. Данные получены космической обсерваторией Чандра.

Дыра Локмана (англ. Lockman Hole) — область неба, в которой наблюдается наименьшее количество  нейтрального водорода. Облака нейтрального водорода слабо светятся в инфракрасном диапазоне и поглощают излучение далёкого ультрафиолета и мягкого рентгеновского диапазона. Почти во всех других направлениях наблюдается излучение от облаков водорода, поскольку в нашей галактике они распространены. Таким образом, дыра Локмана является относительно свободной областью для наблюдения внегалактических объектов, что делает её удобной для проведения астрономических обзоров. Дыра Локмана расположена вблизи астеризма Большой Ковш в созвездии Большой Медведицы и достигает размеров около 15 квадратных градусов. Область названа  в честь первооткрывателя, астронома Джея Локмана.

## Расположение
Дыра Локмана имеет координаты  RA 10ч 45м, Dec +58° и определяется как область низкой поверхностной плотности нейтрального водорода и пыли. Колонковую плотность часто используют для определения количества данного химического элемента или молекулы в заданном направлению. В этой области типичные значения колонковой плотности нейтрального водорода составляет NH = 0,6 x 1020 см−2. Это значение немного ниже, чем типичные значения вблизи полюсов Галактики, где NH {\displaystyle \sim } 1020 см−2, а на низких галактических широтах и в направлении облаков газа плотности достигают  NH > 1021 см−2 .
Область вблизи B1950.0 RA 10ч 45м Dec +57° 20′ обладает минимальной плотностью NH около 4,5 x 1019 см−2. Примерно половину поля закрывает диффузное облако.
Восточная часть дыры Локмана обладает центром с координатами J2000.0 RA 10ч 52м Dec +57°.
Западная часть дыры Локмана (LHNW) является областью, сопоставимой по угловой ширине с Луной, и обладает центром с координатами J2000.0 RA 10ч 34м Dec +57° 40′, плотность составляет NH = 5.72 x 1019 см−2.

## Поглощение и излучение в водородном газе
Облака нейтрального водорода распространены в Млечном Пути, они эффективно поглощают фотоны с достаточной для ионизации энергией, то есть превышающей  13,6 эВ. Даже относительно малое количество водорода в дыре Локмана поглощает большую часть излучения  с энергией вблизи 13,6 эВ, но даже при этом водород пропускает излучение внегалактических источников в экстремальном ультрафиолете и мягком рентгене в большей степени, чем другие области неба.
Нейтральный водород также ассоциируется с диффузным излучением в инфракрасном диапазоне, что может затруднить наблюдения слабых инфракрасных источников.

## Наблюдения
Относительно чистое поле зрения, создаваемое дырой Локмана, позволяют использовать её для наблюдений экстремально далёких областей Вселенной. Наблюдения дыры Локмана с помощью инструмента SPIRE на борту космической обсерватории  Гершель позволили получить изображения тысяч крайне далёких галактик, выглядящих для нас такими, какими они являлись 10—12 миллиардов лет назад.
Поле зрения также содержит сотни астрономических рентгеновских источников, некоторые из них являются сверхмассивными чёрными дырами. Космические обсерватории Чандра и ROSAT применялись для изучения рентгеновских источников в дыре Локмана. Около 75 рентгеновских источников наблюдались на инструменте PSPC телескопа ROSAT.
Подробный спектральный анализ 123 рентгеновских источников в данной области выполнялся телескопом XMM-Newton.
Диффузное фоновое рентгеновское излучение в области дыры Локмана также было изучено.
Активные ядра галактик также наблюдались в этой области, например, MBC2005.